# Thomas Pink

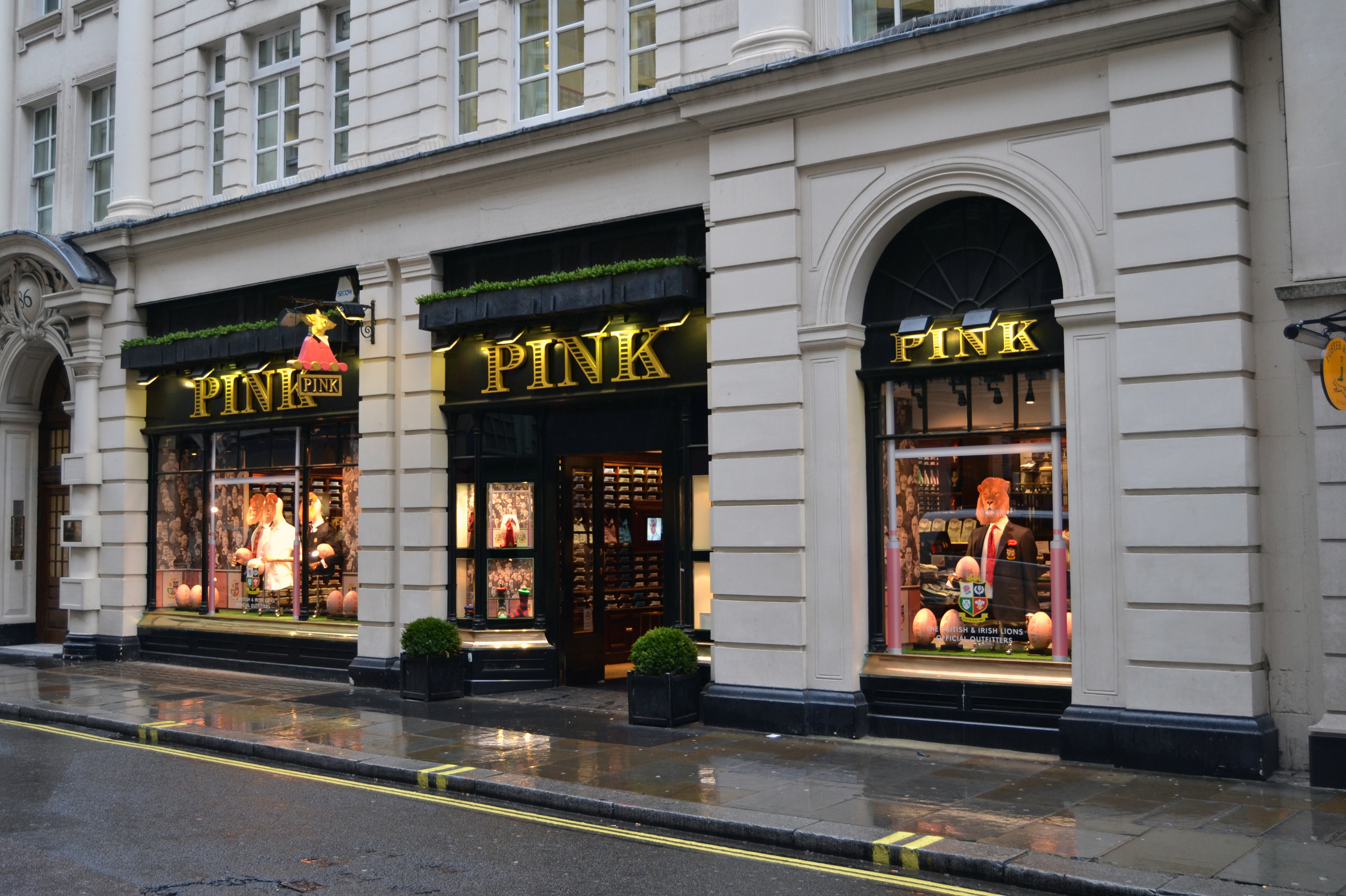
Thomas Pink Shop op Jermyn Street

Thomas Pink Ltd. is een Brits herenmodemerk. Het assortiment bestaat voornamelijk uit exclusieve overhemden, stropdassen en accessoires. De vlaggenschipwinkel was gevestigd in Jermyn Street in Londen. 
Het bedrijf werd in 1984 opgericht door de Ierse broers James, John en Peter Mullen. Aan het einde van de zomer van 1999 nam de Franse groep Louis Vuitton Moët Hennessy (LVMH) een meerderheidsbelang van 70% in Thomas Pink. De overnamesom hiervoor bedroeg £ 49 miljoen.
In 2003 nam LVMH de resterende 30% over van de oprichters. 
De kleding werd verkocht via Thomas Pink Shops en via postorder. Thomas Pink had winkels in Europa, de Verenigde Staten van Amerika en Azië. 
In november 2018 werd de naam gewijzigd in Pink Shirtmakers. 
Als gevolg van COVID-19 nam de vraag naar formele kleding af en werden de winkels van Pink gesloten en werd de website uit de lucht gehaald. LVMH probeert de merkrechten van Pink te verkopen.